# Stadion Miejski (Gliwice)
Das Stadion Miejski (deutsch Städtisches Stadion) ist ein Fußballstadion in der polnischen Stadt Gliwice, Woiwodschaft Schlesien. Die Sportstätte wurde in den 1920er Jahren erbaut und von 2010 bis 2011 umfangreich umgebaut. Das Stadion wird für die Heimspiele des der Ekstraklasa angehörenden Fußballvereins Piast Gliwice genutzt.

## Geschichte

### Jahnstadion
Das Jahnstadion wurde in den 1920er Jahren erbaut, als Gleiwitz (polnisch Gliwice) noch zum Deutschen Reich gehörte. Benannt war das Stadion nach dem Turnvater Friedrich Ludwig Jahn. Die SpVgg Vorwärts-Rasensport Gleiwitz trug ihre Heimspiele bis 1945 im Jahnstadion aus.

### Stadion Miejski
Das Stadion wurde zwischen 2010 und 2011 umgebaut und hat jetzt eine Kapazität von 9.913 Zuschauern. Der Umbau kostete 13 Mio. € (ungefähr 54 Mio. zł). Das Stadion ist baugleich mit der Home-Deluxe-Arena in Paderborn. Eine Erweiterung auf 15.000 Zuschauerplätze ist bei Bedarf möglich.